# Юнлэ
Юнлэ (кит. трад. 永樂, упр. 永乐, пиньинь Yǒng lè, буквально: «Вечное счастье») — девиз правления третьего императора династии Мин в Китае Чжу Ди (кит. упр. 朱棣, пиньинь Zhū Dì; 2 мая 1360 — 12 августа 1424) c 17 июля 1402 до его смерти в 1424 году. Чжу Ди называют вторым основателем династии. Храмовое имя — Чэн-цзу (кит. упр. 成祖, пиньинь Chéngzǔ), посмертное имя — Вэнь-хуанди (кит. упр. 文皇帝, пиньинь Wén huángdì, буквально «культурный император»).

## Ранние годы и занятие трона

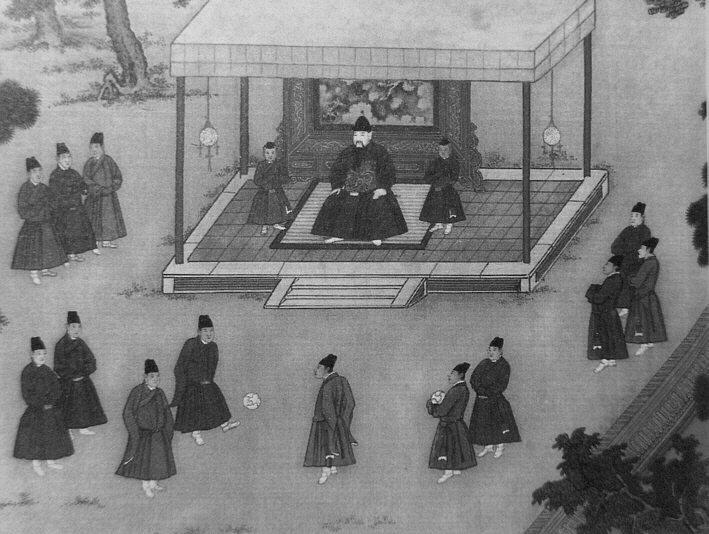
Император Юнлэ смотрит, как евнухи играют в мяч (игру цуцзюй, похожую на футбол).

Чжу Ди является средним сыном императора Чжу Юаньчжана, правившего под девизом «Хунъу». Он получил хорошее образование и титул Янь-вана (燕王), то есть «властителя Янь» (его удел находился на землях, на которых в древние времена размещалось царство Янь). Он обитал в Пекине и возглавлял армию против монголов. Совместно со своим тестем, генералом Сюй Да, он добился больших успехов в боях против монголов и в восстановлении нормальной жизни Пекина. Его очень ценил его отец — император Чжу Юаньчжан.

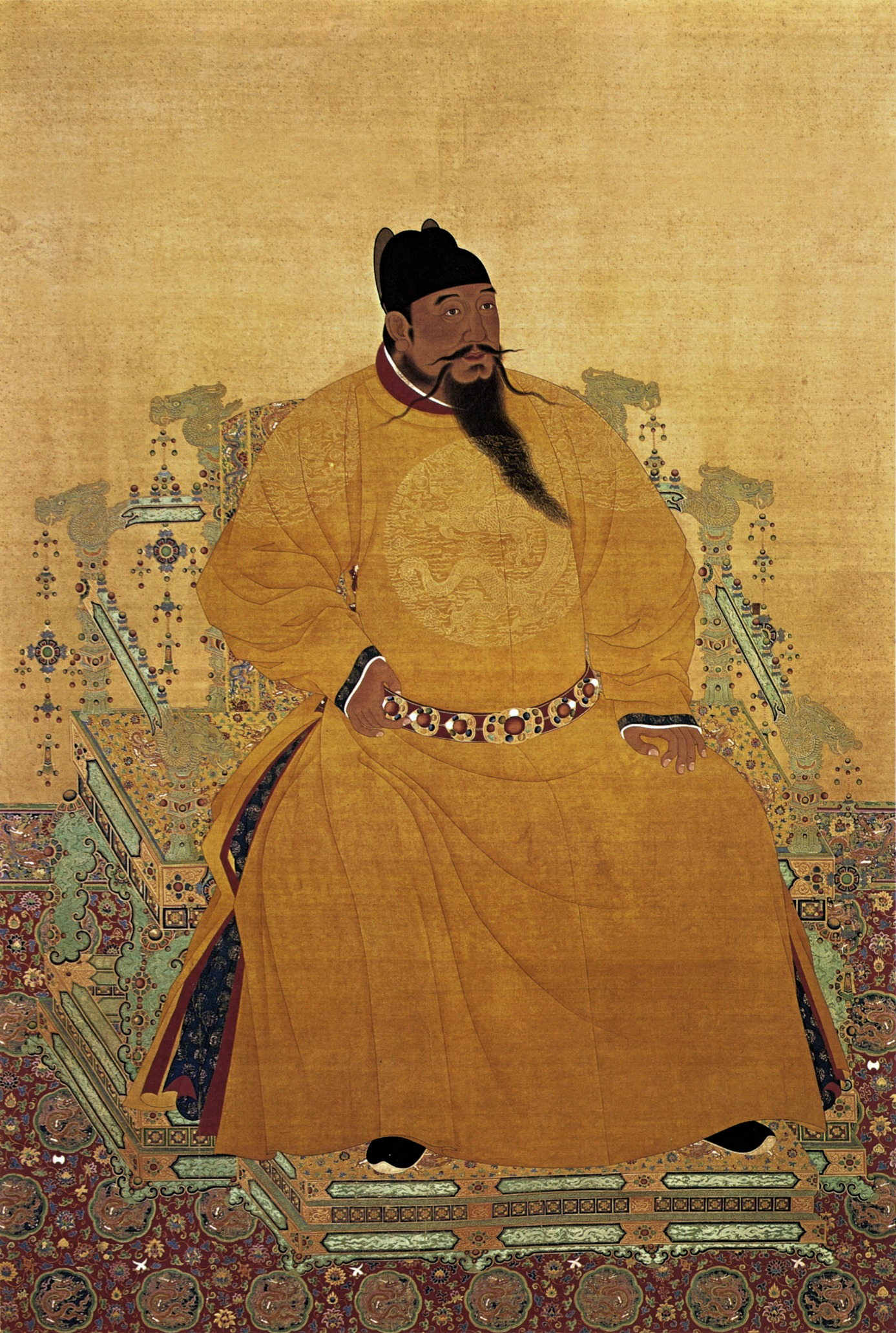

Тем временем наследником престола был назначен старший сын императора Чжу Цзинь, который однако рано умер — в 1392.
Император Чжу Юаньчжан умер 24 июня 1398 и на престол вступил его внук Юньвэнь (правил под девизом «Цзяньвэнь»), сын умершего Цзиня. Новый император вёл себя враждебно по отношению к своим дядьям, и не допустил Чжу Ди даже на похороны и на поклонение могиле Чжу Юаньчжана. Он стал готовить новых генералов, чтобы заменить или изолировать Чжу Ди.
Чжу Ди стал готовить мятеж. Он был популярен среди генералов, был знатоком военного искусства и хорошо изучил классический трактат Сунь-цзы. Его поддерживало население, он привлёк на свою сторону также монгольские войска. Против Чжу Ди выступил генерал Ли Цзинлун, но потерпел несколько поражений. 15 января 1402 Чжу Ди решил начать поход на Нанкин, когда его войско подошло к городу, Ли Цзинлун в страхе открыл городские ворота, началась паника, императорский дворец загорелся, и Юньвэнь со своей женой, скорее всего, погибли в огне.
Став императором, Чжу Ди стал в 1402 жёстко вырезать всех сторонников Юньвэня, вычёркивая отовсюду его имя, и меняя в записях годы правления «Цзяньвэнь» на продолжение эры «Хунъу», пытаясь снять сомнения в законности своего права на власть. Историк Фан Сяожу (方孝孺, Fāng Xìaorú) был казнён, а род его «вырезан в десяти поколениях» за отказ написать представление к инаугурации. В состав десятого поколения входили также его ученики и учителя. Перед смертью Фан Сяожу написал своей кровью иероглиф «篡», означающий «узурпатор».

### Легенда о происхождении
Существует версия, зафиксированная в некоторых старинных письменных источниках, а также в устной передаче, согласно которой настоящим отцом Юнлэ был Ухагату-хаган. В определённой степени, эта легенда подтверждается сообщениями из «Алтан Тобчи», в которых говорится о факте беременности матери Юнлэ, происходившей из племени хонгират, ещё до её замужества с  Чжу Юаньчжаном, а также о поддержке Юнлэ монгольским племенем уджиэт.

## Характеристика правления

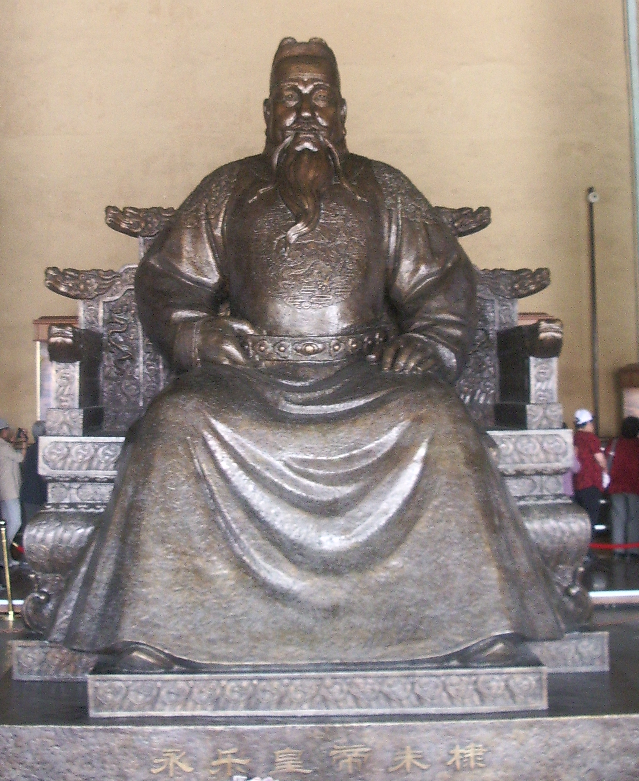
Статуя императора Юнлэ в его мавзолее под Пекином

Несмотря на узурпацию трона и жёсткий террор в самом начале правления, в целом историки рассматривают период правления «Юнлэ» как блистательный.
Император старался придерживаться традиционных конфуцианских норм и ритуалов, при этом поощрял также буддийские обряды и праздники, стараясь смягчить настроения населения и успокоить бунты. Он устранил противоречия между отдельными племенами и народами и ввёл рациональную систему управления, пересмотрев границы провинций и административную структуру империи.
Чтобы успокоить учёных, он стал набирать новых советников среди лучших специалистов, тщательно проверяя способности и квалификацию, стал поощрять науку и образование. Император Юнлэ приказал написать огромную энциклопедию, которая вошла в историю как «Энциклопедия Юнлэ» и в течение 600 лет была крупнейшей энциклопедией в мировой истории. Только в XXI веке её рекорд побила Английская Википедия. В «Энциклопедии Юнлэ» было более полумиллиона страниц, до наших дней сохранились лишь 4 % их.
Император всерьёз занялся восстановлением экономики после войны за свержение Юньвэня. Он стал жёстко бороться против коррупции и против тайных обществ и разбойников, а также сторонников Юньвэня, привлекая к себе новое поколение чиновников и офицеров. Он принял меры по увеличению производства продуктов питания и тканей, разработал земли в дельте Янцзы, прочистил русла и заново перестроил Великий Китайский канал, расширив судоходство и ирригационную сеть. Это привело к развитию торговли и внутреннего судоходства. Открытие реконструированного Великого канала в 1415 году привело к прекращению широкомасштабного каботажного морского судоходства между дельтой Янцзы и севером страны (главным образом, поставки зерна для снабжения Пекина и войск), так как внутренний водный путь считался безопаснее. Это в свою очередь вызвало упадок в деле строительства морских судов.
Чжу Ди превратил Пекин в столицу, где он начал и завершил строительство Запретного города. В итоге Пекин стал главным городом Китая на последующие 500 лет.
Сравнимый по масштабу с Запретным городом строительный проект развернулся в провинции Хубэй, где силами нескольких сотен тысяч солдат и рабочих
был воздвигнут комплекс монастырей и даосских храмов на горе Уданшань. Целью строительства была забота о народных массах и приобретение популярности среди народа, особенно после свержения своего племянника и жёстких мер против тайных обществ.
При Чжу Ди процветало конфуцианство и науки. Он поручил государственному секретарю Су Цзину составить краткие аннотации по всем книгам и темам, через 17 месяцев появилась первое издание, а в 1557 — следующее издание «Энциклопедии годов правления под девизом Юнлэ», в которой были освещены все достижения человечества, известные в Китае на это время. К проекту была привлечена тысяча учёных, энциклопедия насчитывала около 23 000 свитков, которые подразделялись на 11 тысяч томов и освещали 8000 статей. До настоящего времени дошло около 400 томов, остальные не сохранились.
Чжу Ди толерантно относился к чуждым идеям, он поддерживал и даосизм, и конфуцианство, и буддизм, старался восстановить китайскую традицию и подавить монгольское влияние в культуре, оставшееся со времён династии Юань.

## Внешняя политика

Некоторые дипломатические и военно-дипломатические экспедиции эры Юнлэ:
синий — Ишиха,
чёрный — Чжэн Хэ,
зелёный — Чэнь Чэн.

Военную и дипломатическую политику императора Юнлэ по отношению к соседним народам и государствам можно охарактеризовать как направленную на утверждение влияния «Серединного Государства» — то есть китайской Минской империи — во всех четырёх странах света.
Треть столетия (1402—1435 гг.), в течение которых на Минском троне были императоры Чжу Ди (Юнлэ) и его внук Чжу Чжаньцзи (Сюаньдэ), были во многих отношениях весьма необычным периодом почти трёхсотлетней истории династии Мин. По сравнению как со своими предшественниками, так и преемниками, режим Чжу Ди (и до какой-то степени, Чжу Чжаньцзи) отличался энергичной (и дорогостоящей) военной и дипломатической деятельностью, направленной на усиления влияния Минской империи за пределами так называемого «Внутреннего Китая», то есть земли между Великой стеной, Тибетским нагорьем, и морями Тихого Океана, традиционно населённой китайцами. За двадцать с небольшим лет царствия Чжу Ди его высокопоставленные посланцы, многие из которых были евнухами, посетили практически всех ближних и дальних соседей минского Китая, стараясь обеспечить хотя бы формальное, а иногда и реальное признание ими китайского императора как своего господина.
С точки зрения историков, среди мотивов этих операций было желание Чжу Ди получить международное признание Минской династии, пришедшей на смену монгольской династии Юань, как новой правящей династии «Серединного государства», на которое, по традиционным китайским каноном, все остальные, окраинные, народы и царства должны смотреть как на центр цивилизации.
Немаловажным было и утверждение законности его собственного пребывания на минском троне, узурпированном им у племянника Чжу Юньвэня. Этот фактор, возможно, ещё более усилился хождением слухов, что Чжу Юньвэнь отнюдь не погиб при пожаре нанкинского императорского дворца (найденное после захвата столицы тело трудно было опознать), а смог бежать, и скрывается где-то в Китае или за его пределами. Официальная «История Мин» (составленная почти 300 лет спустя) утверждает, что розыск пропавшего императора был одной из целей даже для экспедиций Чжэн Хэ.

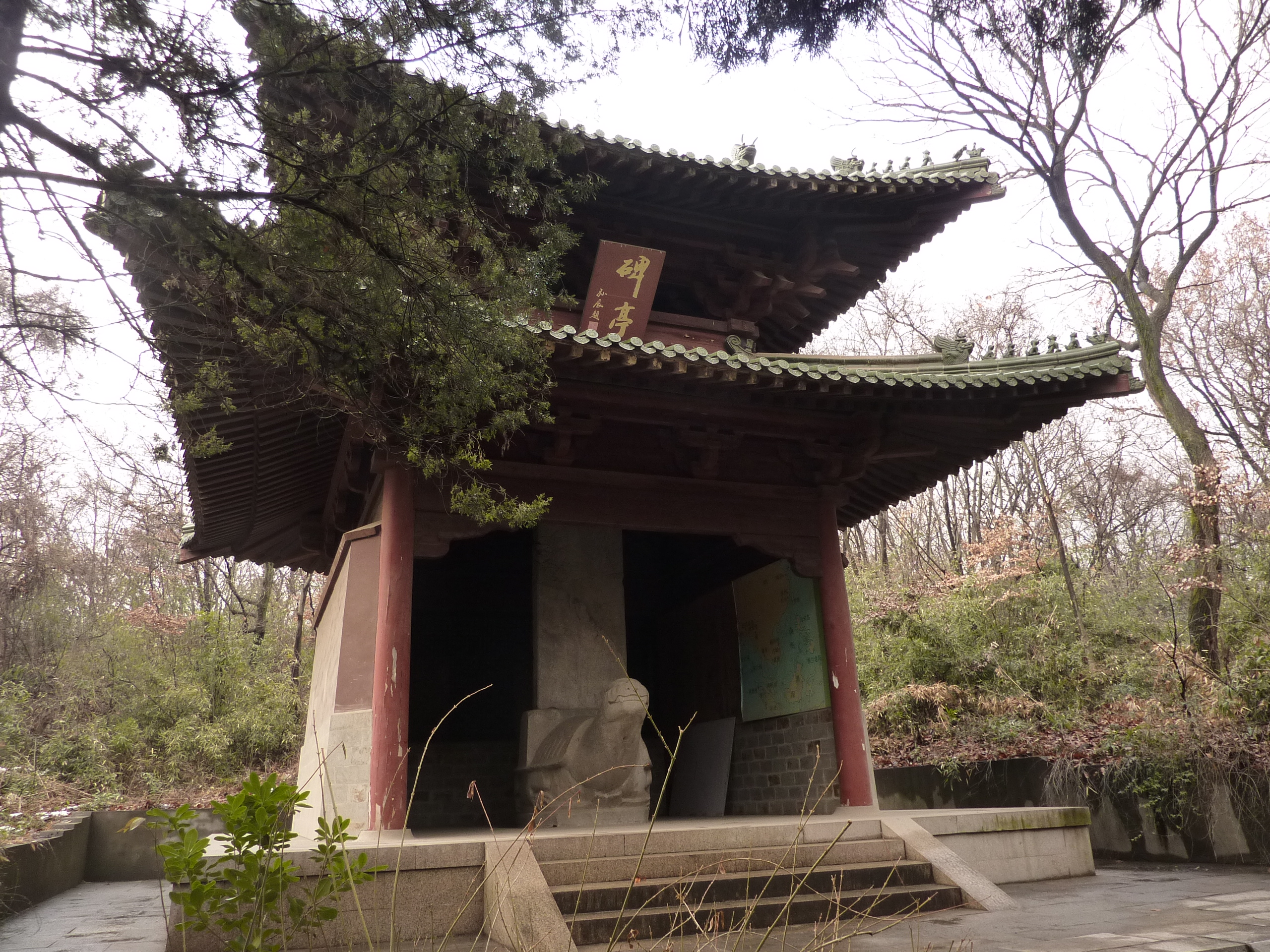
Мемориальная черепаха в честь брунейского султана Абдул Маджид Хассана, умершего в 1408 г. в Нанкине во время визита ко двору императора Юнлэ

Как бы то ни было, с географической точки зрения внешняя политика режима Юнлэ было поистине всесторонней. На востоке, многочисленные китайские и корейские посольства пересекали Жёлтое море, подтверждая вассальную зависимость Кореи от Минской империи. Среди дани, посылаемой чосонскими правителями в Китай, были золото и серебро, кони и крупный рогатый скот, а также сотни девушек для гарема Чжу Ди. На западе посланцы Минского императора посещали двор Тамерлана и его преемника Шахруха в Самарканде, а позднее и в Герате. (Держава Тимуридов была, пожалуй, единственной, с кем минским императорам приходилось общаться на равных, а не как с вассалом).
На севере, императором Юнлэ было проведено пять кампаний за подчинение монголов, и организовывалась меновая торговля с «мирными» монголами; на юге, в 1406 г. началось вторжение во вьетское государство Дайнгу.

### Бассейн Амура

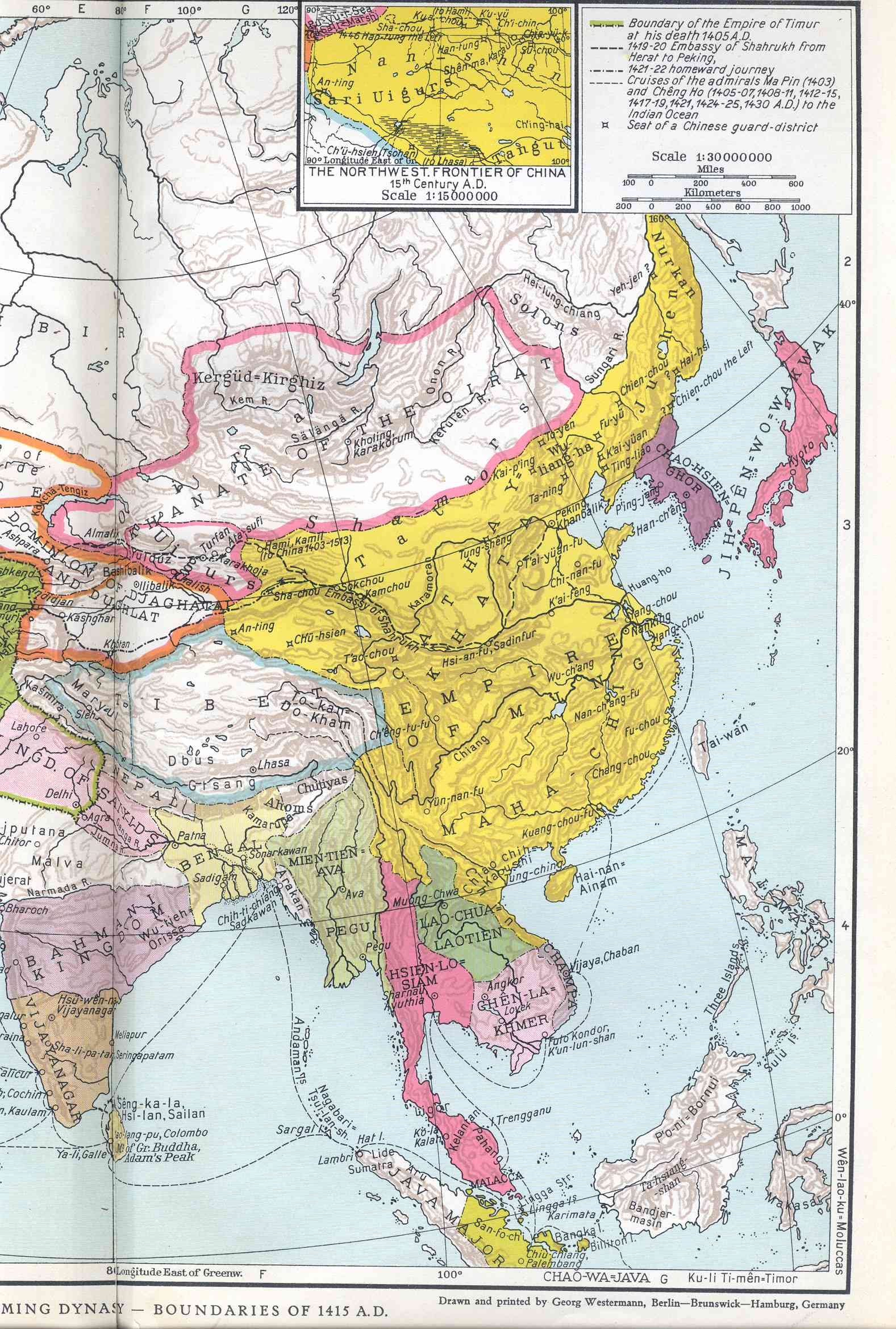
Минская империя в эпоху «Юнлэ»

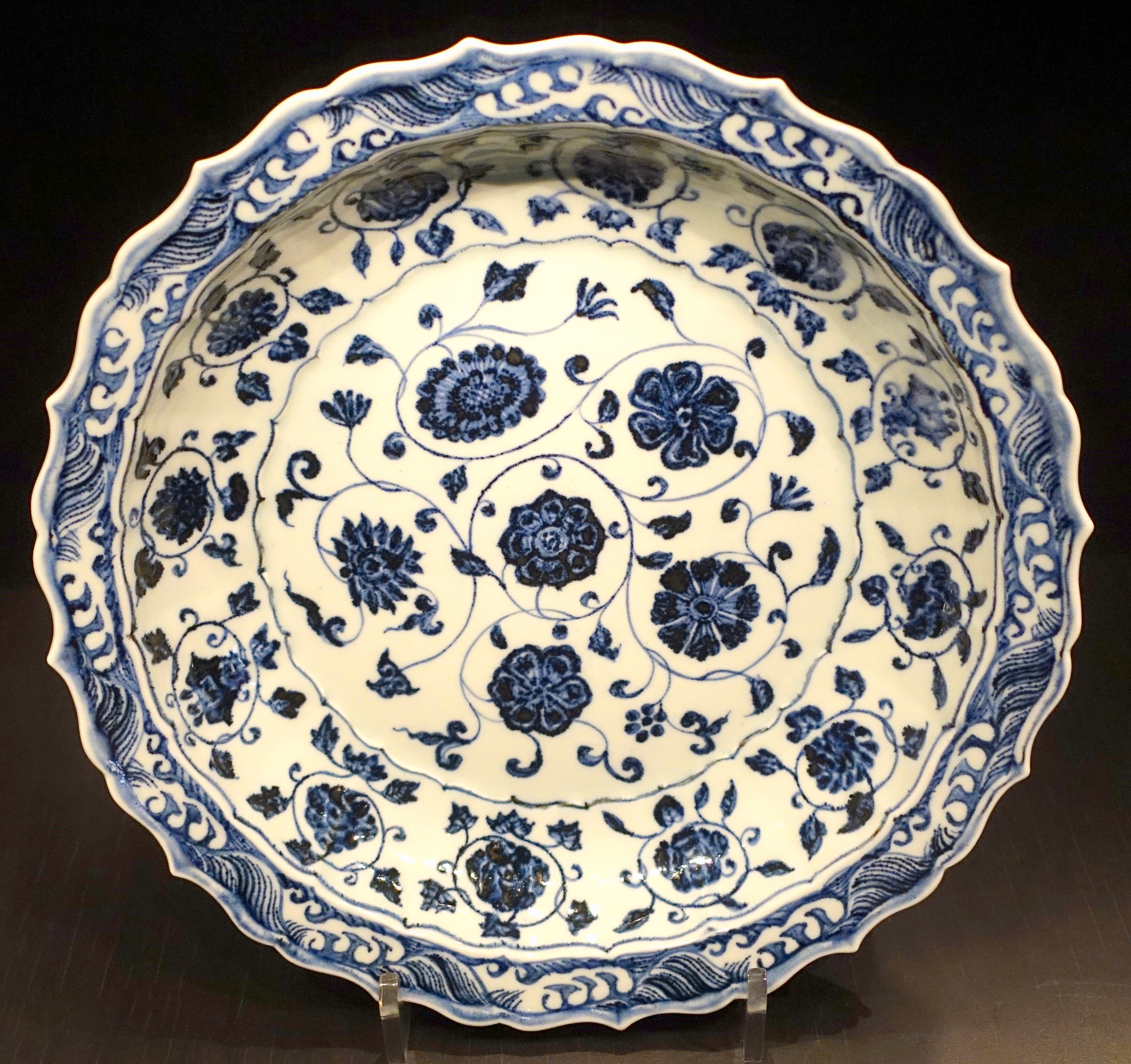
Фарфоровое блюдо, эпоха Юнлэ (1402-1424). Музей Восточной Азии (Стокгольм)

На северо-востоке велись кампании за подчинение народов Маньчжурии, собирательно известных как чжурчжэней; в частности, флот евнуха-адмирала Ишихи несколько раз спускался по Сунгари и Амуру, где на Тырском утёсе был возведен буддийский храм.

### Тибет
На юго-западе и востоке, посланцы Чжу Ди (евнух Хоу Сянь и буддистский монах Чжигуан) посетили Тибет в 1405 г, и пригласили тамошнего молодого кармапу, Дешина Шекпу в Нанкин, где император оказал ему почёт и уважение. Добрый император даже приготовил войска, чтобы послать их в Тибет и при их помощи обеспечить там господство кармаповой секты, но кармапа объяснил ему, что в такой военной «помощи» нет необходимости.

### Монголы
Чжу Ди организовал пять походов против монголов, он сокрушил полностью остатки династии Юань и стал общаться с отдельными монгольскими племенами. Путём дипломатических усилий он ставил монгол в вассальную зависимость и в экономическую зависимость от Китая.

### Дайвьет и Тямпа
Рубеж XIV—XV веков был периодом внутренних неурядиц во вьетском государстве Дайвьет, занимавшем северную часть современного Вьетнама, и известном в западной литературе как «Аннам». В ответ на жалобу представителя свергнутой там династии Чан на Хо Куи Ли, захватившего власть в Дайвьете и переименовавшего Дайвьет в «Дайнгу», Чжу Ди в 1406 г, послал в Дайнгу делегацию с целью вернуть чанского претендента на престол. После убийства вьетами чанского претендента и сопровождавшей китайской делегации, в Нанкине было принято решение о вторжении в Дайнгу. В конце 1406 года 215-тысячное китайское войско перешло границу и к середине следующего года разбило силы Хо Куи Ли. В 1407 г. Дайнгу был присоединён к Империи Мин в качестве провинции Цзяочжи (Зяоти).
Находившееся же южнее Дайнгу государство тямов Тямпа, традиционно враждовавшее с Дайвьетом, было союзником китайцев.
Император Юнлэ, однако, не смог удержать свои завоевания. В 1418 Ле Лой поднял восстание и основал позднее новую вьетнамскую династию Ле. Уже после смерти Чжу Ди в 1427 независимость восстановленного Дайвьета признал его внук, император Сюаньдэ (Чжу Чжаньцзи).

### Экспедиции Чжэн Хэ в «Западный океан»

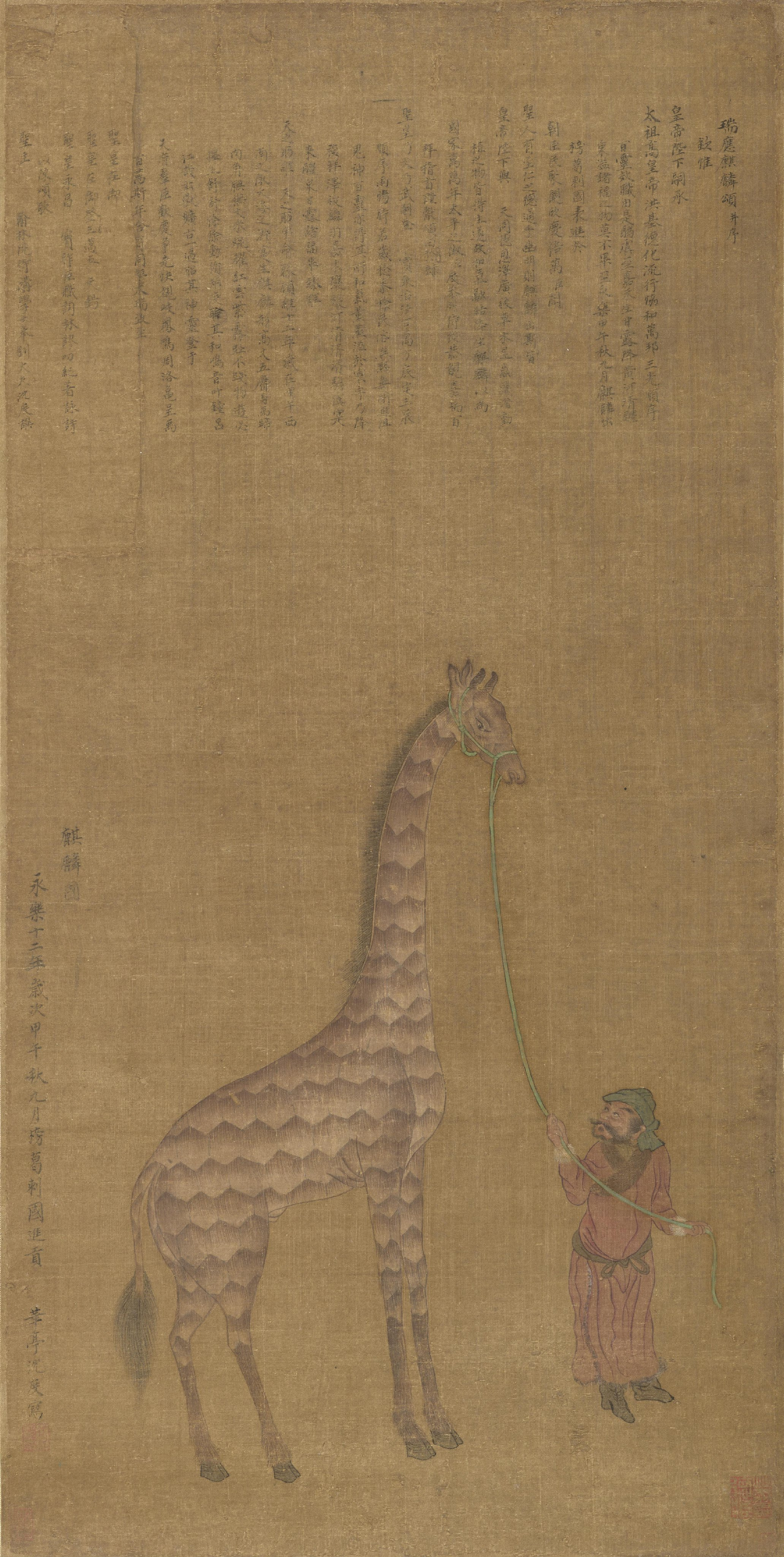
Африканский жираф, доставленный в императорский зоопарк.

Эра Юнлэ характеризовалась активной китайской дипломатией в Юго-Восточной Азии. Даже на этом фоне выделяются ряд морских экспедиций в Индийский Океан, которые возглавил Чжэн Хэ. До этого Китай уже организовывал морские путешествия в Аравию во времена династии Тан (618—907).
В 1405 стартовала первая экспедиция, за 18 лет до португальских географических открытий. В дальнейшем ещё шесть экспедиций отправлялись в море, достигая Индии, Персидского залива (Ормуз), Аравии и Африки. Последняя из них была осуществлена уже при императоре Сюаньдэ. Как далеко вдоль побережья Африки доходил китайский флот, точно неизвестно, но исследователи единственной дошедшей до нас карты этих путешествий высказывали предположения, что китайские мореходы возможно побывали не только в Малинди (современная Кения), но и у берегов современных Танзании или даже Мозамбика.
Последующие минские императоры и их мандарины были противниками морских плаваний и приостановили дорогостоящие дальние плавания; большая часть детальной информаций об экспедициях Чжэн Хэ была утеряна или уничтожена.

### Дети
Второй китайский император Чжу Ди (Юн-лэ) имел четырех сыновей и пять дочерей. Старший сын Чжу Гаочи (1378—1425) стал третьим императором из династии Мин (1424—1425). Второй сын Чжу Гаосюй (1380—1426) в 1404 г. стал ханьским князем (Хань-ваном) и получил во владение в 1415 г. Цинчжоу (провинция Шаньдун). Третий сын Чжу Гаосуй (1383—1431) в 1404 году стал Чжао-ваном и в 1425 г. получил во владение Чжандэ (провинция Хэнань).

## Смерть
1 апреля 1424 Чжу Ди начал свою последнюю военную кампанию в пустыне Гоби для преследования монголов. Кампания ни к чему не привела. Переживая неудачи, Чжу Ди впал в глубокую депрессию и пережил несколько инсультов. Он умер 8 августа 1424. Он похоронен в гробнице Чанлин (長陵) около Пекина — см. Гробницы императоров династии Мин.

## Юнлэ в современной литературе
- Образ императора Юнлэ использован в романе Г. Л. Олди «Мессия очищает диск». Транскрипция его имени в романе — Юн Лэ; сам образ сильно изменен.